# Tabanus nigrovittatus
Tabanus nigrovittatus är en tvåvingeart som beskrevs av Macquart 1847. Tabanus nigrovittatus ingår i släktet Tabanus och familjen bromsar. Inga underarter finns listade i Catalogue of Life.

## Bildgalleri

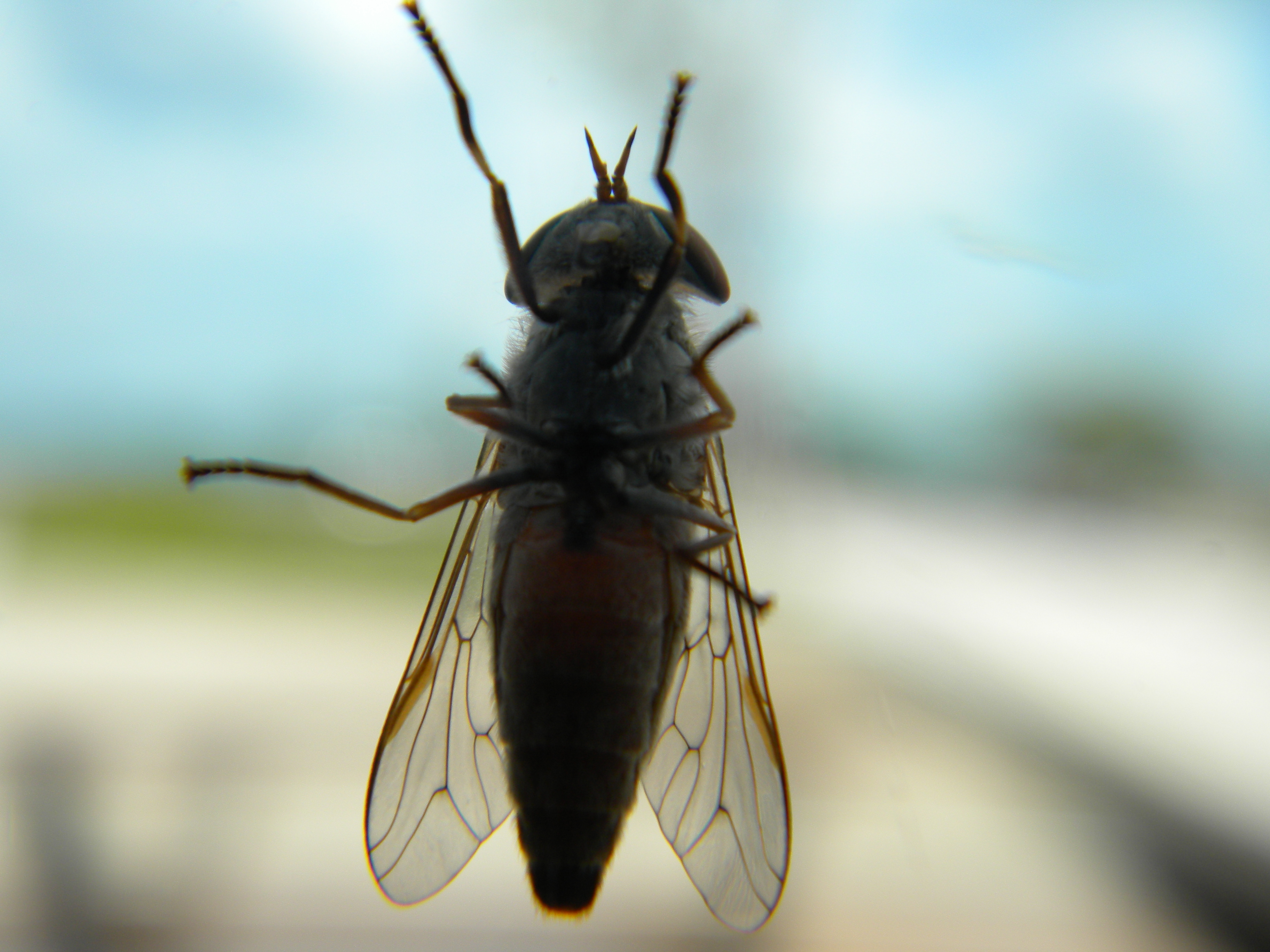
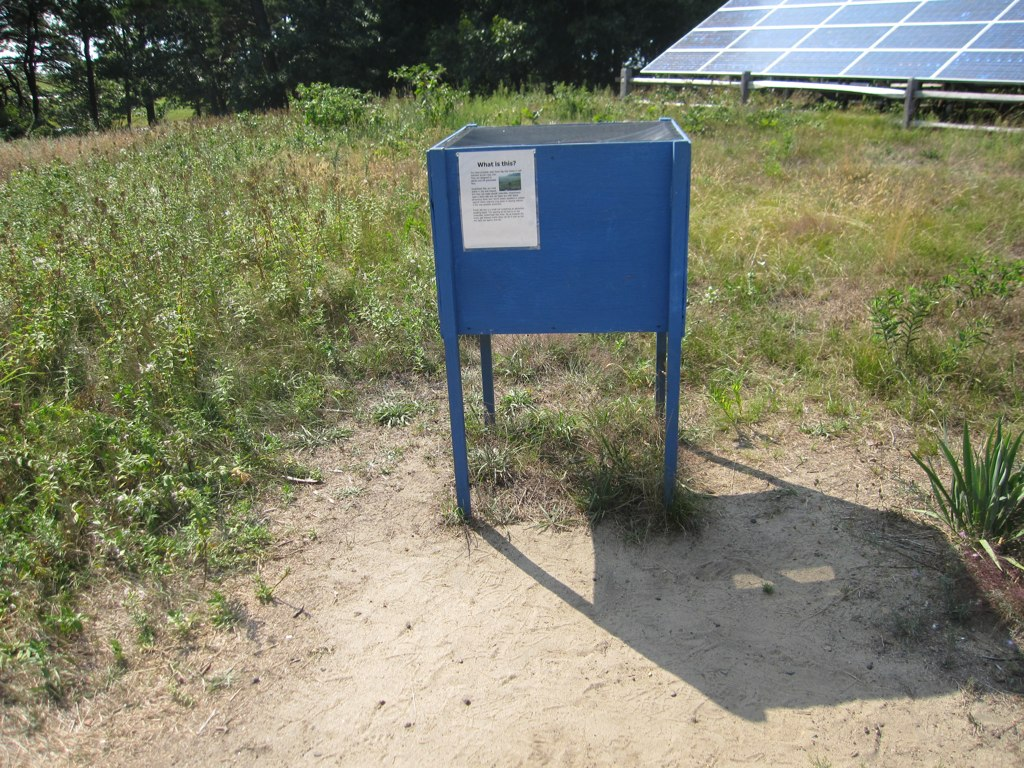
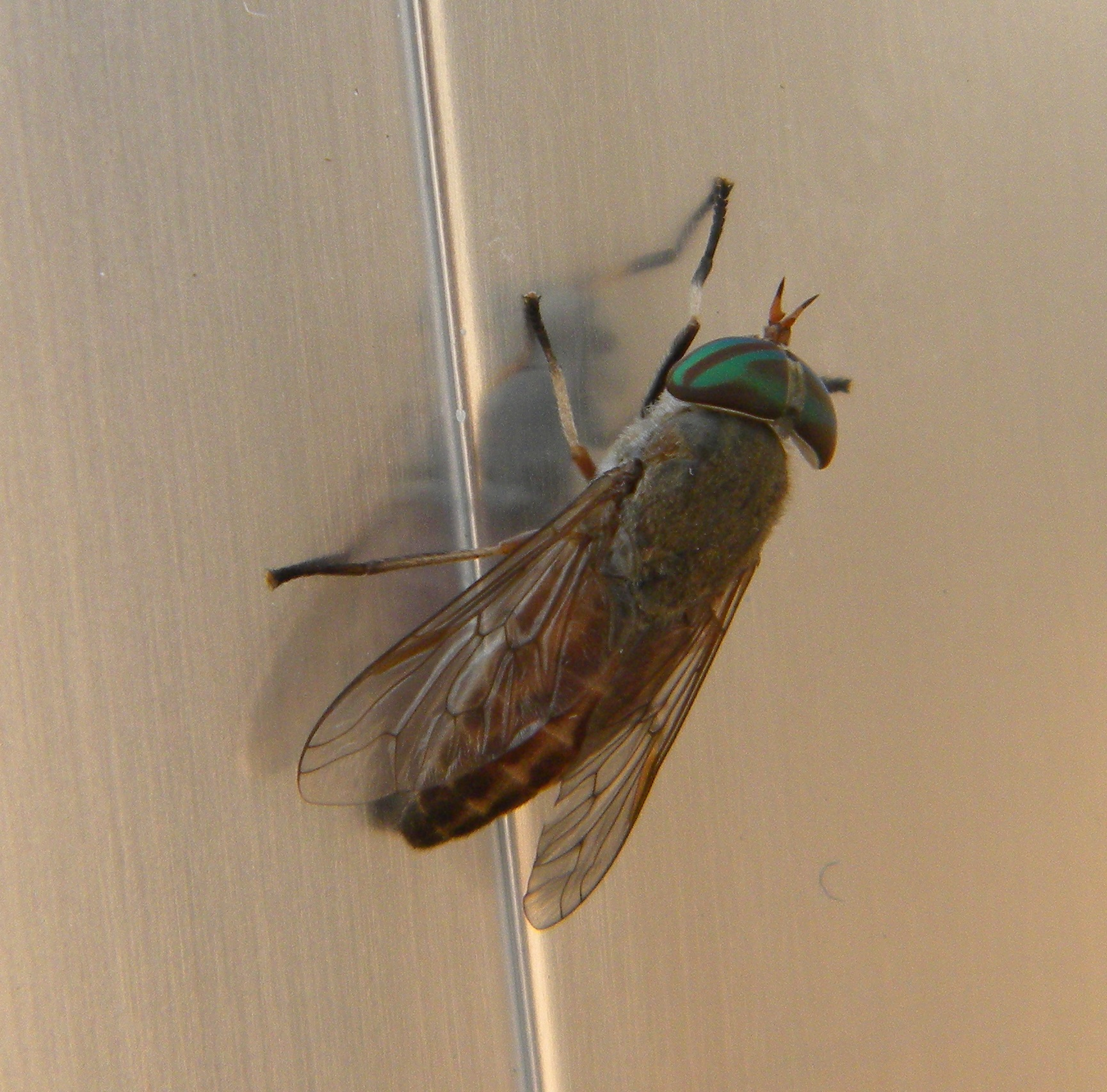